# جیانگ ونون (شناگر)
جیانگ ونون (انگلیسی: Jiang Wenwen؛ زادهٔ ۲۵ september ۱۹۸۶ (۳۸ سال)) ورزشکار شنای موزون اهل چین است.
وی در مسابقات کشوری و بین‌المللی در مجموع برندهٔ ۶ مدال طلا، ۹ مدال نقره، ۵ مدال برنز شده‌است.